# Каллеха, Габи
Габи Каллеха — мальтийская активистка за права ЛГБТИК.
Габи получила степень магистра молодёжных и общественных исследований в Мальтийском университете. С 2010 по 2019 год она была координатором Мальтийского движения за права ЛГБТИК. С 2014 года она сопредседатель исполнительного совета ILGA Europe. В 2014 году она публично выступила за отмену в Дании закона, согласно которому трансгендерные персоны должны были проходить стерилизацию для получения разрешения изменить свой пол в документах.
В дополнение к своей работе в области прав ЛГБТ Габи также является старшим руководителем в государственном секторе Мальты, у неё есть опыт работы в области образования, профилактики употребления наркотиков, развития сообщества, сбора средств и управления проектами. В 2005 году был опубликован отчёт «Улучшение посещаемости школ», обзор случаев невыхода в школу на Мальте; Габи входила в составлявшую его группу.
В 2012 году она получила Международную женскую премию за отвагу.